# Rivellia kaochangensis
Rivellia kaochangensis är en tvåvingeart som beskrevs av Hiroshi Hara 1994. Rivellia kaochangensis ingår i släktet Rivellia och familjen bredmunsflugor.
Artens utbredningsområde är Thailand. Inga underarter finns listade i Catalogue of Life.